# 미리엄 케이틴
미리엄 케이틴(Miriam Katin, 1942년 ~ )은 헝가리 부다페스트 출생의 만화가, 동화작가, 배경 디자이너, 그래픽 디자이너이다. 현재 미국 뉴욕에서 활동하고 있다.
전 세계적으로 큰 반향을 일으킨 《우리는 혼자였다》라는 그래픽 노블로 2007년에 샌디에이고 코믹-콘 페스티벌에서 잉크팟 어워드를 수상했으며, 이듬해인 2008년에는 프랑스 ACBD 평론 대상을 받았다.
이 작품은 현재 한국어를 포함해 6개 국어로 번역 출간됐다.

## 생애
나치가 부다페스트에 거주하던 유대인들을 절멸 수용소로 이송하려 하자, 케이틴의 어머니는 그녀를 데리고 도피 생활을 시작했다. 이때의 경험을 그린 작품이 《우리는 혼자였다》이다.
그 후 전쟁이 끝나고 헤어졌던 아버지와 다시 만나 어린 시절을 부다페스트에서 보냈다. 1956년 헝가리 혁명이 일어나자 이스라엘로 이주. 1963년 뉴욕으로 건너가 결혼하고 본격적인 그래픽 디자이너로 활동을 시작한다.
1981년에는 이스라엘의 엔게디 필름에 입사. 1991년 다시 뉴욕으로 돌아와 점보 픽처스를 거쳐, 엠티브이 애니메이션, 디즈니 스튜디오 등에서 활동했다.

## 작품
- 《LETTING IT GO》, D&Q, 2013.
- 《우리는 혼자였다》, D&Q, 2006.
- 《땅 속 서식지 탐방》(Exploring Underground Habitats), Mondo, 2000.(공저)
- 《교환소》(Trading Places), Golden Bools, 1999.(공저)
- 《내 귓속의 세상》(Tubes in my ears), Mondo, 1996.
- 《헨즈, 헨즈, 헨즈》(Hands, Hands, Hands), Mondo, 1995.
- 《작은 갈색의 새》(Little Brown Jay), Mondo, 1994.